# Adelphoe
Adelphoe (von altgriechisch ἀδελφοί adelphoi, deutsch Die Brüder) ist eine Komödie des römischen Dichters Terenz, die 160 v. Chr. anlässlich der Leichenspiele zu Ehren des Lucius Aemilius Paullus Macedonicus uraufgeführt wurde.

## Inhalt
Im Mittelpunkt steht der Erziehungskonflikt der beiden Brüder Ctesipho und Aeschinus. Während ersterer der strengen Erziehung seines Vaters Demea unterworfen ist, hat der andere, der von seinem Onkel Micio liberal erzogen wird, „freie Hand“. Zwischen Demea und Micio kommt es immer wieder zum Konflikt wegen der unterschiedlichen Erziehungsmethoden, zumal Demea in Ctesipho einen untadeligen Mustersohn zu haben glaubt. Das Handeln des Aeschinus, der Pamphila, die Tochter der Sostrata, vergewaltigt und schwängert, bietet Demea genug Munition, um gegen seinen Bruder und dessen Erziehungsmethoden zu wettern. Als dann Aeschinus seinem Bruder Ctesipho, der in eine Kitharaspielerin verliebt ist, einen Gefallen tut und diese einem Kuppler entreißt, dabei aber den Eindruck zu erwecken versucht, er raube sie für sich, um seinen Bruder vor dessen Vater zu decken, brechen alle Dämme: Sostrata glaubt, Aeschinus verlasse ihre Tochter zugunsten der Kitharaspielerin, und Demea prangert noch intensiver die liberalen Methoden des Micio an. Nachdem allerdings herausgekommen ist, wie die Verhältnisse eigentlich geordnet sind, beginnt Demea eine überbordende Großzügigkeit an den Tag zu legen, die jedoch tatsächlich auf Micios Kosten geht. Aeschinus darf nun seine Pamphila heiraten, Ctesipho und seine Kitharaspielerin bleiben zusammen. Micio jedoch wird von Demea genötigt, die alte Mutter der Pamphila, Sostrata, zu heiraten. Am Ende steht die Akzeptanz des Vaters seitens beider Söhne.

## Hintergrund
Wie vier weitere Komödien von Terenz geht auch Adelphoe auf ein griechisches Vorbild des Dichters Menander zurück. Im Prolog gibt Terenz zu, dass er in das griechische Original eine Szene aus einem Stück des Diphilos eingebaut hat, um für einen raschen Handlungseinsatz zu sorgen und nicht – wie bei Menander – das Stück mit einer wiedergebenden Passage beginnen zu lassen.
Die Erziehung der beiden Jungen stellt, wie auch beim griechischen Vorbild, den übergeordneten Handlungsstrang dar. Dabei verkörpert Micio den moderaten Part, der durch moderne Erziehungsmethoden hervorsticht. Seiner Meinung nach ist Furcht keine Grundlage für Selbstverantwortung, sondern lediglich die Bedingung für Sklavengehorsam. Das Fundament seiner Erziehung ist nicht die Tyrannei, sondern die Kameradschaft, die sein Adoptivsohn jedoch nicht gänzlich einhält. Dies jedoch ist der „Schmierstoff“ für die Komödie, deren Verwicklungen auf der ausgenutzten Liberalität des Onkels beruhen. Micio gegenüber steht sein Bruder Demea, der durch Misstrauen, Strenge und Griesgram hervorsticht. In ihm erwächst die Erkenntnis, dass sein Sohn Ctesipho nicht der Musterknabe ist, wie er immer geglaubt hat, da ebendieser sich ohne das Wissen des Vaters die Freiheiten der Jugend herausgenommen hat.
Bis in die vierte Szene hinein scheint klar zu sein, dass der Autor die freigiebige Position präferiert. Im fünften Teil jedoch wird die Handlung der Komödie so umstrukturiert, dass am Ende Demea als der unerwartete Sieger hervorgeht. Dies ist auch der große Unterschied zu Menander, der Micio sehr viel besser wegkommen lässt als Terenz. Die endgültigen Gründe liegen im Dunkeln. Zu vermuten steht, dass Terenz, der die Komödie bei den Leichenspielen für Lucius Aemilius Paullus Macedonicus, den Vater des Scipio Aemilianus, uraufführen ließ, das Misstrauen seines Auftraggebers Scipio gegenüber dem liberalen Griechentum zum Ausdruck bringen wollte. Es ist also ein Stück mit den Eigenheiten seiner Zeit, in der eine starke Rückbesinnung auf das alte Römertum „en vogue“ war.

## Ausgaben
Siehe auch die Sammel- und Gesamtausgaben, die im Artikel zu Terenz aufgeführt sind.
- Terenz, Adelphoe / Die Brüder. Lateinisch / Deutsch, hrsg. und übersetzt von Herbert Rädle (Reclams Universal-Bibliothek). Reclam, Stuttgart 1986.
- Terence, Adelphoe. Ed. by R. H. Martin (Cambridge Greek and Latin classics). Cambridge University Press, Cambridge 1976, ISBN 0-521-20936-6.